# Río Varta
El río Varta (en polaco: Warta; en alemán: Warthe; en latín: Varta) es un importante río en el oeste y centro de Polonia, el principal afluente del río Óder. Fluye desde las tierras altas de piedra caliza de Cracovia-Częstochowa en el sur de Polonia y se une al río Odra en la frontera polaco-alemana. Río navegable en su curso inferior, el puerto más importante del río es Poznan - una importante ciudad de Polonia. Debido a su longitud aproximada de 808 kilómetros, es el segundo río más extenso en el país (3º si se considera el curso total del río, aunque discurra en parte por otro país). 
El Varta fluye desde el voivodato de Silesia próximo a Zawiercie, atraviesa los voivodatos de Lodz, Gran Polonia y Lubusz, donde vierte sus aguas al río Oder, cerca de Kostrzyn. Se halla unido al río Vístula por medio del río Notećy y el canal Bydgoszcz (Kanał Bydgoski), próximo a Bydgoszcz.

## Ciudades

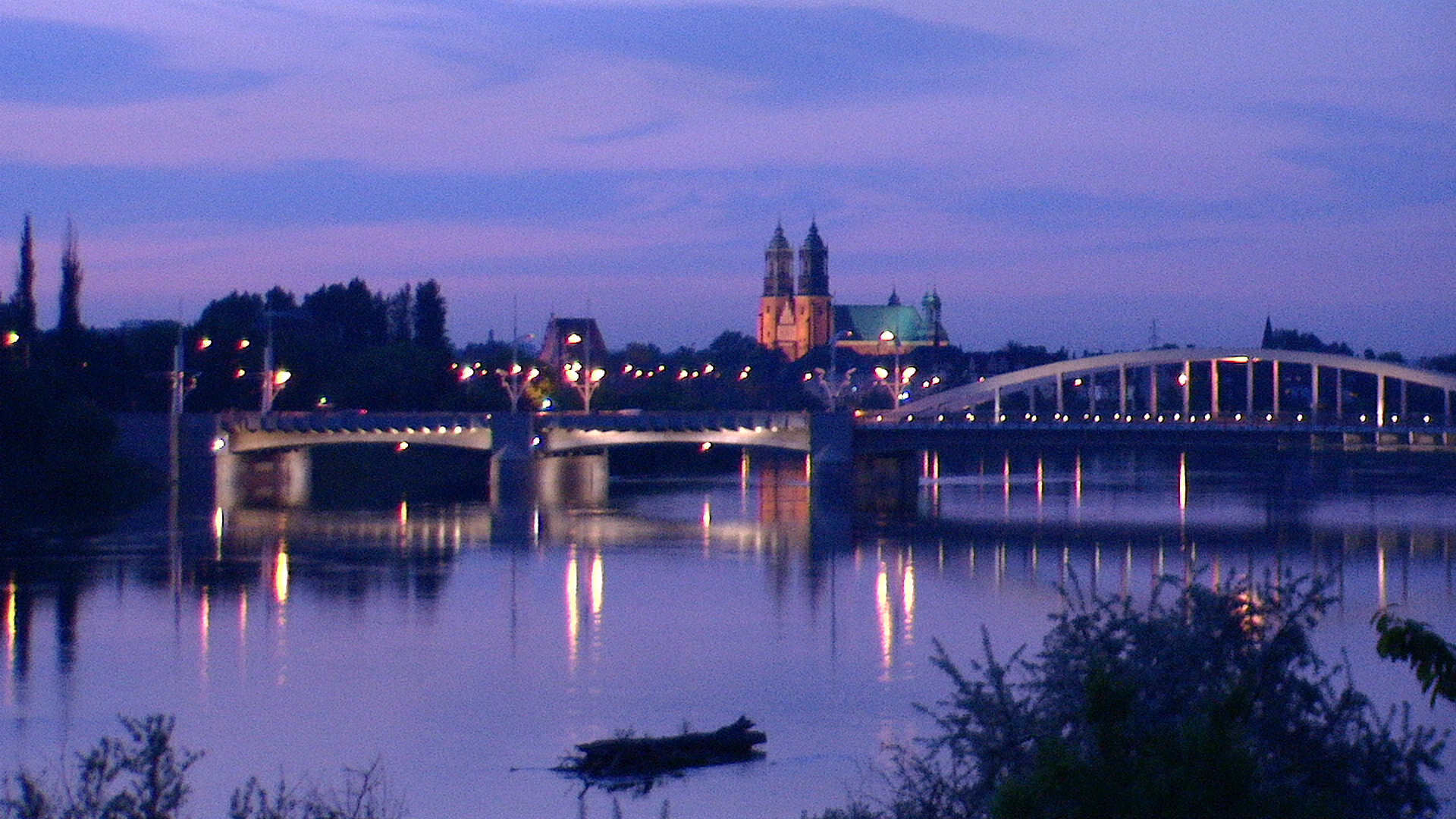
El río Varta en Poznan.

- Zawiercie
- Częstochowa
- Działoszyn
- Sieradz
- Warta
- Dobra
- Koło
- Konin
- Pyzdry
- Srem
- Mosina
- Puszczykowo
- Luboń
- Poznań
- Oborniki
- Obrzycko
- Wronki
- Sieraków
- Międzychód
- Skwierzyna
- Gorzów Wielkopolski
- Kostrzyn

### Afluentes desde la derecha
- río Widawka, con una longitud de 95,8 km y una cuenca de 2.385 km²;
- río Ner, con una longitud de 134 km y una cuenca de 1.866 km²;
- río Wełna
- río Noteć, con una longitud de 388 km y una cuenca de 17.330 km²;

### Afluentes desde la izquierda
- río Liswarta, con una longitud de 93 km;
- río Prosna, con una longitud de 217 km y una cuenca de 4.925 km²;
- río Obra, con una longitud de 164 km;
- río Postomia.